# Водоча
Водоча (мкд. Водоча) је насеље у Северној Македонији, у југоисточном делу државе. Водоча је насеље у оквиру општине Струмица.
У насељу се налази истоимени Манастир Водоча.

## Географија
Водоча је смештена у југоисточном делу Северне Македоније. Од најближег града, Струмице, насеље је удаљено 5 km северозападно.
Насеље Водоча се налази у историјској области Струмица. Насеље је положено на југозападном ободу Струмичког поља, на месту где се оно издиже у прва брда, која ка југозападу прелазе у планину Плавуш. Надморска висина насеља је приближно 270 метара. 
Месна клима је блажи облик континенталне због близине Егејског мора (жарка лета).

## Становништво
Водоча је према последњем попису из 2002. године имала 318 становника.
Већинско становништво у насељу су етнички Македонци (99%), а остало су Срби.
Претежна вероисповест месног становништва је православље.